# Geranium napuligerum
Geranium napuligerum är en näveväxtart som beskrevs av Adrien René Franchet. Geranium napuligerum ingår i släktet nävor, och familjen näveväxter. Inga underarter finns listade i Catalogue of Life.